# Anderbergia
Anderbergia là một chi thực vật có hoa trong họ Cúc (Asteraceae).

## Loài
Chi Anderbergia gồm các loài: